# Archivio Pezzaglia-Greco
L'Archivio Pezzaglia-Greco, detto anche Archivio Paolina Pezzaglia, è un insieme di documenti inediti di varie tipologie che testimoniano la vita e l'attività pubblica di Paola Pezzaglia, Antonio Greco, Angelo Pezzaglia ed Elisa Malesci-Pezzaglia, attori di teatro e di cinema vissuti tra l'Ottocento e il Novecento, e di numerosi personaggi dell'epoca, da Ermete Zacconi a Lyda Borelli, da Gabriele D'Annunzio a Sem Benelli, da Dario Niccodemi ad Ada Negri.
Nel 2013 l'Archivio creato e curato da Gianni Greco, che ha sede a Firenze, è stato riconosciuto "di interesse storico particolarmente importante" dal Ministero dei Beni e delle Attività Culturali e del Turismo dello Stato Italiano con Decreto 385/2013.

## Storia
Nell'anno 2007 Gianni Greco, nipote di Paola Pezzaglia e Antonio Greco, avendo ricevuto in eredità dal padre Ruggero una quantità di documenti riguardanti l'attività dei propri nonni, decise di riunirli e ordinarli allo scopo di ricostruirne la storia, che in senso lato costituisce anche la storia di un periodo che spazia dal Risorgimento al Fascismo, comprendendo interamente il periodo dell'Art Nouveau e della Belle Époque, inclusa la prima guerra mondiale.
Ma Greco non si fermò alla collazione dei documenti esistenti, effettuando un'ampia ricerca a ogni livello, arricchendo di conseguenza l'Archivio di nuove interessanti testimonianze, in continuo aggiornamento.
L'Archivio, sia pur acquisito dallo Stato Italiano e sottoposto a tutti i vincoli di legge, è custodito dallo stesso Greco, che ne è stato nominato conservatore.
Il 29 novembre 2013 l'Archivio Pezzaglia-Greco è stato presentato ufficialmente in pubblico nella sede della Soprintendenza Archivistica per la Toscana, sita nel Palazzo Neroni a Firenze. Nell'occasione hanno preso la parola la Soprintendente Diana Toccafondi, il Dott. Luca Faldi e lo stesso Gianni Greco, che in un'applaudita conferenza arricchita da 60 diapositive ha potuto constatare il vivo interesse suscitato dall'argomento Spettacolo inserito negli eventi storici di un'epoca tanto ricca di momenti tuttora vivi nella memoria collettiva.
In seguito alla diffusione delle ricerche effettuate dall'Archivio Pezzaglia-Greco il Comune di Firenze ha posto una targa commemorativa sulla casa dove morì Paola Pezzaglia. La cerimonia d'inaugurazione ha avuto luogo il 13 settembre 2017, giorno del compleanno dell'attrice.
L'Archivio Pezzaglia-Greco ha fornito tutto il materiale storico-iconografico necessario per la conferenza "From Pauline to Paolina: The Mystery Case of Paola Pezzaglia Greco, Italian Serial Queen", tenuta il 2 giugno 2022 dalla professoressa Monica Dall'Asta alla Columbia University di New York.
Essendo stata Paola Pezzaglia, a 100 anni dalla morte, inserita nel novero delle 30 pioniere del cinema italiano, l'Archivio Pezzaglia-Greco ha fornito tutto il materiale storico-iconografico necessario per la mostra "inVisibili-Le pioniere del cinema", promossa dal Ministero della Cultura, dall'Archivio dell'Istituto Luce e da Cinecittà a Roma, nel Palazzo Poli, sede dell'Istituto centrale per la grafica, dal 16 maggio al 28 settembre 2025.

## Pubblicazioni
- Nell'Anno Accademico 2012/2013, su iniziativa della Dott.ssa Monica Dall'Asta dell'Università di Bologna, la sua allieva Valeria Veronica Mazza ha conseguito la Laurea in Storia della teoria del cinema con una Tesi su Paola Pezzaglia, attingendo le notizie necessarie dall'Archivio Pezzaglia-Greco. Titolo: Paola Pezzaglia Greco, pioniera del cinema in Italia, attrice, sceneggiatrice e Donna Nuova (pubblicazione privata).

- Nel 2015, in occasione del primo centenario della morte di Angelo Pezzaglia, l'Archivio Pezzaglia-Greco ha pubblicato un eBook sulla sua vita, con testo di Gianni Greco: Angiolone che bestemmiò in Vaticano (Edida, Madrid).

- Nel 2016 l'Archivio Pezzaglia-Greco ha pubblicato un eBook sulla vita di Antonio Greco, con testo di Gianni Greco: Antonio che asfaltò Renzi (Edida, Madrid).

- Nel 2018, su richiesta dell'Enciclopedia delle Donne, Gianni Greco, per conto dell'Archivio Pezzaglia-Greco, ha pubblicato la voce Paolina Pezzaglia Greco.

- Nel 2018, su richiesta della rivista Giornale Pop, Gianni Greco, per conto dell'Archivio Pezzaglia-Greco, ha pubblicato il saggio Paolina Pezzaglia attrice prodigio fuori dalle righe.

- Nel 2018, a cento anni dall'uscita de Il Mistero dei Montfleury, l'Archivio Pezzaglia-Greco ha pubblicato gli unici frammenti rimasti del film, restaurati e digitalizzati, col titolo di Paola Pezzaglia's precious fragments.[2] Il video è stato presentato ufficialmente il 23 novembre 2018 presso una sede dell'Università di Firenze alla presenza di molti professori e studenti, nel corso di una lezione dal titolo "La valigia dell'attrice come spazio della memoria: il caso di Paolina Pezzaglia", tenuta dalla professoressa Cristina Jandelli e da Gianni Greco, che durante il suo intervento ha mostrato vari oggetti facenti parte dell'Archivio Pezzaglia-Greco, come estratti da una immaginaria valigia. Il 2 giugno 2022 il filmato è stato proiettato alla Columbia University di New York nel corso della conferenza "From Pauline to Paolina - The Mistery Case of Paola Pezzaglia Greco, Italian Serial Queen", tenuta dalla professoressa Monica Dall'Asta.

- Nel 2023 è uscito per l'editore Scatole Parlanti di Viterbo il libro Su il sipario si muore - Gli strabilianti casi di Paolina Ventiquattrore, investigattrice, ispirato a Paola Pezzaglia e scritto da Gianni Greco,[3] seguito, nel 2024, dal secondo volume, Giù nel profondo buio - Gli strabilianti casi di Paolina Ventiquattrore, investigattrice.[4]

- Nel 2025 è uscito per Mondadori Electa, con testo bilingue, il catalogo della mostra "inVisibili-Le pioniere del cinema", contenente 6 pagine dedicate a Paola Pezzaglia, con la riproduzione di materiale fornito dall'Archivio Pezzaglia-Greco per la mostra, come da crediti e ringraziamenti a Gianni Greco, con un saggio della giornalista e regista Teresa Marchesi.

## Descrizione
Dell'Archivio fanno parte oggetti solidi, cartacei, iconografici, digitali. La suddivisione è stata stabilita in: 
- Documenti ufficiali.
- Manoscritti.
- Fotografie.
- Articoli di stampa.
- Locandine, libri e materiale promozionale.
- Varie.
- Documenti digitali.

Tra gli oggetti particolari presenti in Archivio si segnalano alcuni spezzoni di pellicola (gli unici rimasti) de Il Mistero dei Montfleury, del 1918, resi pubblici dall'Archivio nel centenario del film, un contratto teatrale di Ermete Zacconi, il manoscritto originale di una sceneggiatura cinematografica di Paola Pezzaglia, l'intero film Otello (1909), interpretato da Angelo Pezzaglia, una serie di preziose foto inedite di scena, tante locandine teatrali e centinaia di articoli di stampa.
L'Archivio è visibile in versione narrata online.